# 충주남한강초등학교
충주남한강초등학교는 충청북도 충주시 호암동에 있는 공립 초등학교이다.

## 연혁
- 1964.08.04	설립인가
- 1965.03.04	남한강국민학교 개교(삼원국민학교 교사)
- 1965.12.28	교사 이전(충주시 사직산6길 20)
- 1984.11.05	취타대 조직 운영
- 1996.03.01	남한강초등학교로 명칭 변경
- 1999.08.30	학내망구축, 화장실 보수 및 동편조명교체공사
- 2001년 1월 29일 방송실 및 과학실 정비
- 2012년 10월 18일 돌봄교실 리모델링
- 2011년 9월 15일 보건교육실 신설
- 2008년 12월 12일 영어 체험실 준공
- 2016년 7월 14일 솔하모니관(구 병설유치원)제정
- 2018년 1월 31일 Wee Class 구축
- 2018년 10월 26일 호암택지개발지구 이전 확정
- 2019년 3월 1일 제20대 오미숙 교장 부임
- 2020년 1월 7일 제50회 졸업식(졸업생 13,995명)

- 2020.03.01 교명 변경(충주남한강초등학교) 및 교사 이전(충주시 호암수청2로 55)
- 2020.03.01 33학급(특수학급 2학급) 편성
- 2020.11.06 개교식
- 2021.01.12 제51회 졸업식(총 14.097명)
- 2021.03.01 제21대 심선보 교장 부임
- 2021.03.01 41학급(특수학급 2학급) 편성
- 2022.01.06 제52회 졸업식(총 14,247명)
- 2022.03.01 43학급(특수학급 2학급) 편성
- 2023.01.17 제53회 졸업식(총14,399명)
- 2023.03.01 제22대 류병완 교장 부임
- 2023.03.01 47학급(특수학급 2학급) 편성

## 참고 자료
- 충청북도교육청 폐교 역사자료 - (구) 남한강초등학교
- 충주남한강초등학교 - 한국교육학술정보원 학교알리미

## 관련 기사
- 충주 남한강초, 새로운 호암동 시대 열어 호암동 이전 개교
- 충주 남한강초 이전 논란 가열
- 충주 남한강 초등학교 이전 결정..주민들 반발
- "도시재생에 찬물"..충주 남한강초 이전 주민 반발